# 神家昭雄
神家 昭雄（かみや あきお、Akio Kamiya、1953年 - ）は、日本の建築家。 神家昭雄建築研究室主宰。岡山県生まれ。
1974年国立明石高専建築学科卒業後、1987年PLUS建築研究所設立。1994年神家昭雄建築研究室に改称。
民家の古い納屋 をデザイン事務所に改修した「MTT」で、グッドデザイン賞2002。2009年森林総合研究所主催「近未来の木造住宅」コンペティション最優秀賞。1998年「明石の家」で日本建築学会作品選奨、BELCA賞受賞。1999年「古民家再生工房の継続的な活動」で日本建築学会賞業績賞受賞。第2回 「大地に還る住宅」提案競技・住宅産業研修財団理事長賞、中庭のある家で、住まいの環境デザイン・アワード2009。「黒の家（岡山の家）」は第1回JIA中国建築大賞2009　国土交通大臣賞　ほか多数受賞。その他の作に自然素材の家 A邸 など。
著書に、『岡山の地に暮らし、設計する--神家昭雄の仕事三題. 』（ 住宅建築. 2007. 建築資料研究社）『古民家再生術』（共著、住まいの図書館出版局）など。